# Grim Natwick
Myron "Grim" Natwick (16 de agosto de 1890 - 7 de octubre de 1990) fue un animador y director de cine estadounidense. Es conocido por crear el personaje más popular de Fleischer Studios, Betty Boop.

## Biografía
Nació en Wisconsin Rapids, Wisconsin. Natwick trabajó para numerosos estudios de animación, incluyendo el de Ub Iwerks, Walt Disney Productions, Walter Lantz Studio, UPA, y el de Richard Williams. En Disney, Natwick fue el principal animador de Blancanieves y los siete enanitos.
Mientras trabajaba para Fleischer Studios en 1939, Natwick estaba a cargo de dibujar al príncipe y princesa de Los viajes de Gulliver. También ayudó a animar a Mickey Mouse en Fantasía, Mr. Magoo, Popeye, y otros dibujos animados de los años 40 y 50.
Grim tenía 5 hermanos y 2 hermanas. Frank, Ruby, Albert (Buff), Donald, John (rux), Gladys y Vernon (Deeds). Su abuelo, Ole, fue uno de los primeros inmigrantes noruegos en Estados Unidos llegando a Wisconsin en 1847, se casó y tuvo 11 hijos en Grand Rapids (hoy en día Wisconsin Rapids), incluyendo James W, padre de Grim, y Joseph, quien fue el padre de la famosa Mildred Natwick.
Murió en Los Ángeles, California de neumonía y un ataque cardíaco, tras haber tenido su cumpleaños número 100.
- Datos: Q3116715
- Multimedia: Grim Natwick / Q3116715